# 22537 Мейеровіч
22537 Мейеровіч (22537 Meyerowitz) — астероїд головного поясу, відкритий 20 березня 1998 року.
Тіссеранів параметр щодо Юпітера — 3,347.